# マリアーノ・ベンリューレ
マリアーノ・ベンリューレ（Mariano Benliure y Gil、カタルーニャ語表記: Marià Benlliure i Gil、1862年9月8日 - 1947年11月9日）はスペインの彫刻家である。

## 生涯
バレンシアで生まれた。2人の兄、ホセ・ベンリューレ(José Benlliure: 1858–1937)とフアン・アントニオ・ベンリューレ(Juan Antonio Benlliure: 1859-1930)は画家になった。幼いころから彫刻の才能を示し、13歳の1876年のスペイン全国美術展に騎乗闘牛士（ピカドール）の像を出展した。
兄たちと同じように絵を学び、パリで活動していた画家、フランシスコ・ドミンゴ・マルケス(Francisco Domingo Marqués)のもとで修行した後、1879年にローマで活動していた兄のホセ・ベンリューレの工房で働くためにローマに移り、ローマで、ミケランジェロの彫刻に魅せられ、彫刻に専念することになった。1887年からマドリードで活動をはじめ、その年のスペイン全国美術展には、17世紀の画家のホセ・デ・リベーラの像を出展し、彫刻部門の一等を受賞した。多くの記念碑の注文を受けるようになり、代表的な作品には1921年にペルーのリマに設置されたホセ・デ・サン＝マルティン将軍の像などがある。
1900年のパリ万国博覧会や1910年のブエノスアイレスの展覧会などで入賞し、1911年にローマで開かれたイタリア統一50周年記念博覧会では、スペイン館のデザインを監督した。フランスからレジオンドヌール勲章（シュヴァリエ）を受勲し、1902年にスペイン政府からアルフォンソ12世文官大十字勲章(Orden de Alfonso XII,Gran Cruz)を受勲した。
1947年にマドリードで没した。

## 作品

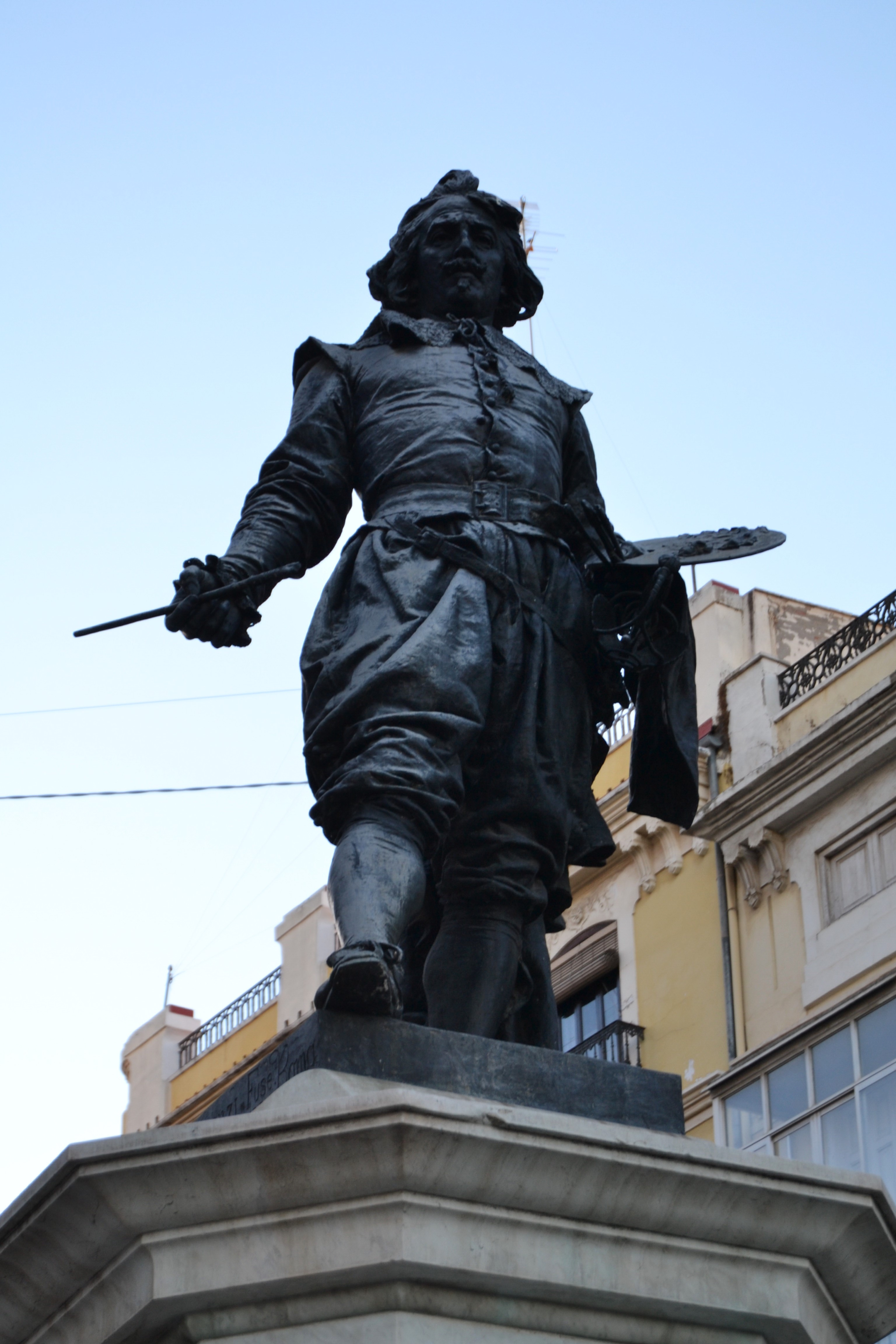
ヴァレンシアのホセ・デ・リベーラの像
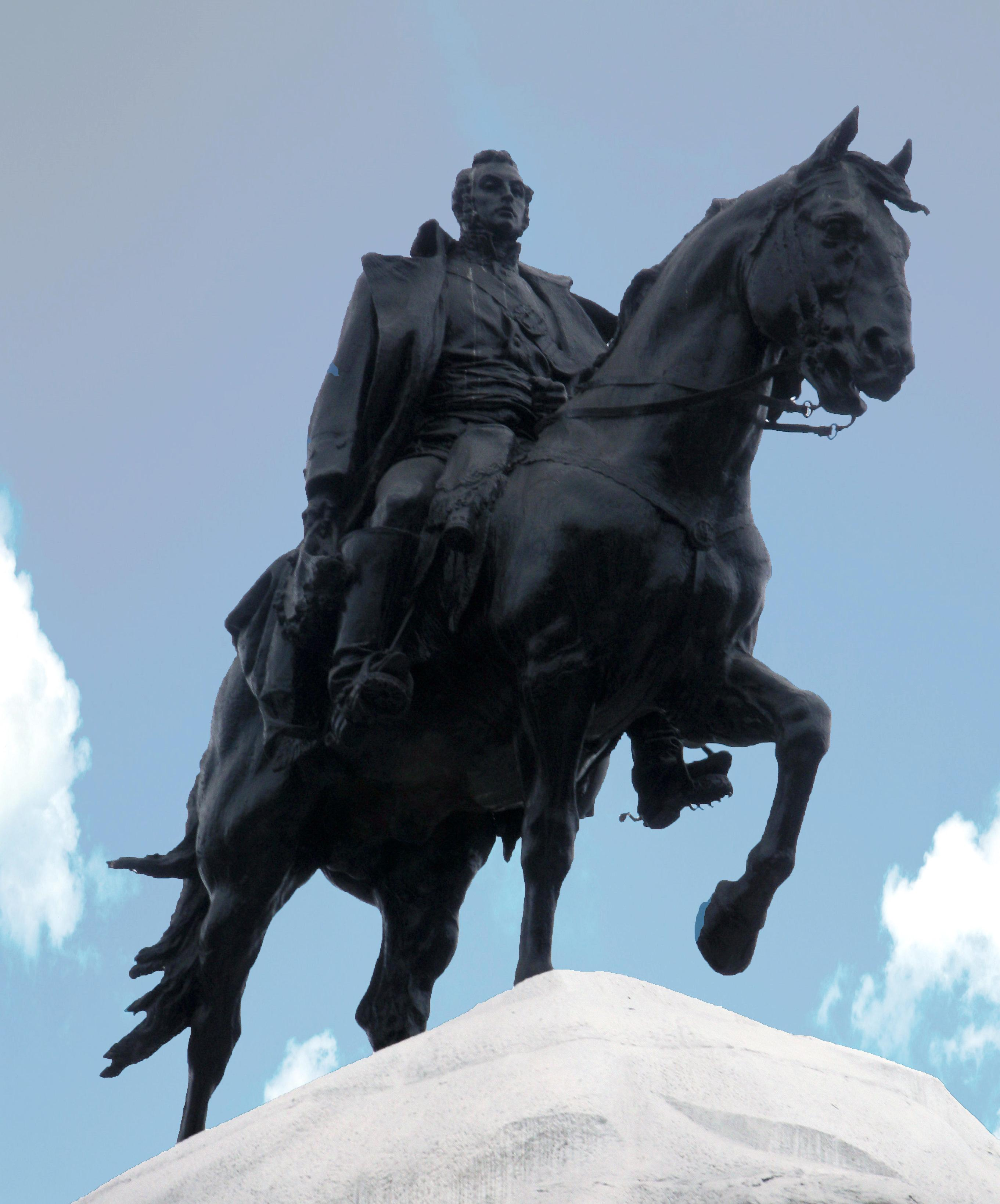
リマのサン＝マルティン広場のホセ・デ・サン＝マルティン将軍の像
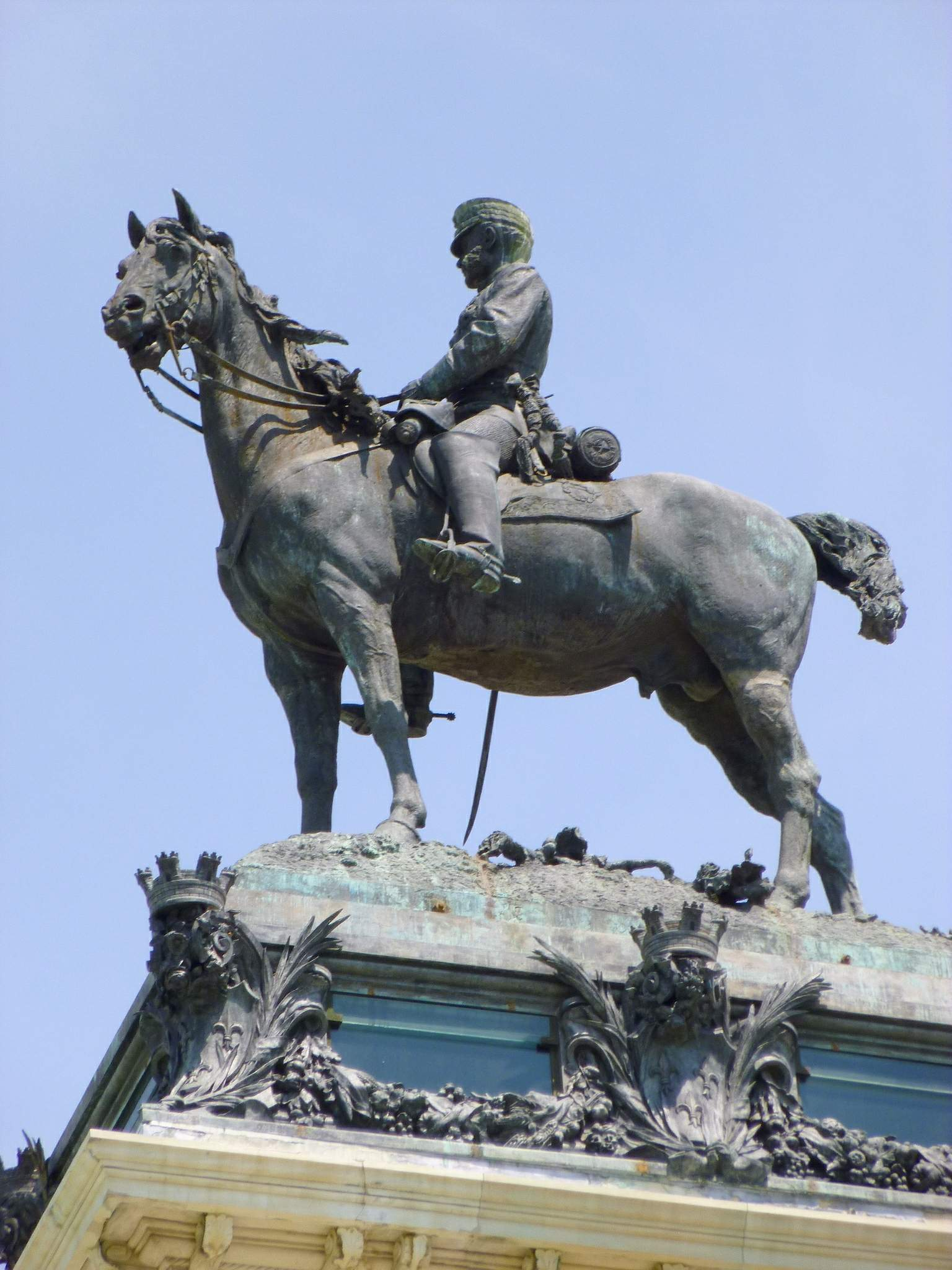
マドリード、ブエン・レティーロ公園のアルフォンソ12世記念碑
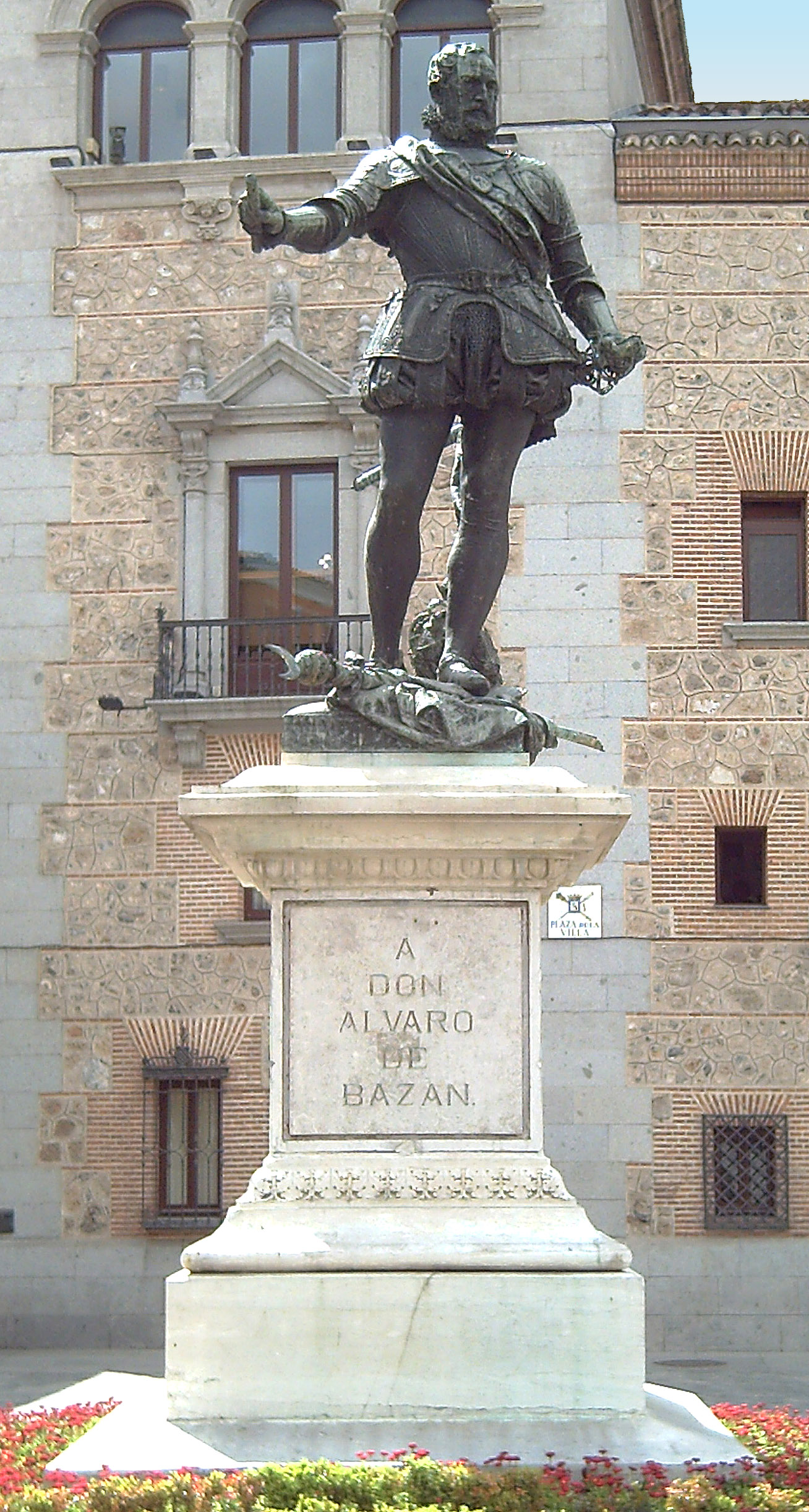
マドリードのビリャ広場のアルバロ・デ・バサンのモニュメント